# Microcreagrina subterranea
Microcreagrina subterranea är en spindeldjursart som beskrevs av Volker Mahnert 1993. Microcreagrina subterranea ingår i släktet Microcreagrina och familjen spinnklokrypare. Inga underarter finns listade i Catalogue of Life.